# Матеуш Нуніш
Матеуш Нуніш (порт. Matheus Nunes, нар. 27 серпня 1998, Ріо-де-Жанейро) — португальський футболіст бразильського походження, півзахисник англійського клубу «Манчестер Сіті» та національної збірної Португалії.

## Клубна кар'єра
Народився 27 серпня 1998 року в Ріо-де-Жанейро. У 12-річному віці перебрався до Португалії, на батьківщину вітчима, де займався футболом у команді «Ерісейренсі».
У дорослому футболі дебютував 2018 року виступами за друголігову «Ештуріл-Прая», з якої на початку 2019 року перебрався до лісабонського «Спортінга». Спочатку грав за його молодіжну команду, згодом почав залучатися до ігор головної команди клубу, а із сезону 2020/21 став її основним гравцем.
У серпні 2022 року уклав п'ятирічний контракт з англійським «Вулвергемптоном», який сплатив за трансфер 45 мільйонів євро, що зробило півзахисника найдорожчим придбанням в історії клубу. Гравець дебютував у складі англійської команди 20 серпня 2022 року в матчі чемпіонату проти «Тоттенгем Готспур» 0:1 і загалом за рік у команді провів 41 матч, забивши 1 гол.
1 вересня 2023 року португалець підписав п'ятирічний контракт із «Манчестер Сіті», який заплатив за гравця 53 мільйони фунтів стерлінгів. Того ж року виграв з командою клубний чемпіонат світу, а наступного року — чемпіонат і Суперкубок Англії.

## Виступи за збірну
2021 року дебютував в офіційних матчах у складі національної збірної Португалії.
Наступного року був включений до її заявки на чемпіонат світу 2022 в Катарі. Всього в двох матчах групового етапу — проти Уругваю та Південної Кореї — зіграв 73 хвилини. Згодом брав участь і у Євро-2024, замінивши у фінальній заявці травмованого Отавіо. На цьому турнірі також зіграв у двох матчах.
| Дата       | Місто         | Господарі      | Результат               | Гості              | Турнір                               | Голи | Примітки |
| ---------- | ------------- | -------------- | ----------------------- | ------------------ | ------------------------------------ | ---- | -------- |
| 9-10-2021  | Фару          | Португалія     | 3 – 0                   | Катар              | товариський матч                     | -    | 71'      |
| 12-10-2021 | Фару          | Португалія     | 5 – 0                   | Люксембург         | Відбір до ЧС 2022                    | -    | 80'      |
| 11-11-2021 | Дублін        | Ірландія       | 0 – 0                   | Португалія         | Відбір до ЧС 2022                    | -    | 57'      |
| 24-3-2022  | Порту         | Португалія     | 3 – 1                   | Туреччина          | Відбір до ЧС 2022                    | 1    | 88'      |
| 29-3-2022  | Порту         | Португалія     | 2 – 0                   | Північна Македонія | Відбір до ЧС 2022                    | -    | 87'      |
| 2-6-2022   | Севілья       | Іспанія        | 1 – 1                   | Португалія         | Ліга націй УЄФА 2022-2023 - 1-й етап | -    | 81' 84'  |
| 5-6-2022   | Лісабон       | Португалія     | 4 – 0                   | Швейцарія          | Ліга націй УЄФА 2022-2023 - 1-й етап | -    | 84'      |
| 12-6-2022  | Лансі         | Швейцарія      | 1 – 0                   | Португалія         | Ліга націй УЄФА 2022-2023 - 1-й етап | -    | 74'      |
| 24-9-2022  | Прага         | Чехія          | 0 – 4                   | Португалія         | Ліга націй УЄФА 2022-2023 - 1-й етап | -    | 77'      |
| 28-11-2022 | Лусаїл        | Португалія     | 2 – 0                   | Уругвай            | ЧС 2022 - груповий етап              | -    | 82'      |
| 2-12-2022  | Ер-Раян       | Південна Корея | 2 – 1                   | Португалія         | ЧС 2022 - груповий етап              | -    | 65'      |
| 21-3-2024  | Гімарайнш     | Португалія     | 5 – 2                   | Швеція             | товариський матч                     | 1    | 63'      |
| 8-6-2024   | Лісабон       | Португалія     | 1 – 2                   | Хорватія           | товариський матч                     | -    | 84'      |
| 11-6-2024  | Авейру        | Португалія     | 3 – 0                   | Ірландія           | товариський матч                     | -    | 77'      |
| 26-6-2024  | Гельзенкірхен | Грузія         | 2 – 0                   | Португалія         | ЧЄ 2024 - груповий етап              | -    | 75'      |
| 5-7-2024   | Гамбург       | Португалія     | 0 – 0 д.ч. (3 – 5 п.п.) | Франція            | ЧЄ 2024 - чвертьфінал                | -    | 119'     |
| Усього     |               | Матчів         | 16                      |                    | Голів                                | 2    |          |

## Титули і досягнення
- Чемпіон Португалії (1):

«Спортінг»: 2020–2021
- Володар Суперкубка Португалії (1):

«Спортінг»: 2021
- Чемпіон Англії (1):

«Манчестер Сіті»: 2023-24
- Володар Суперкубка Англії (1):

«Манчестер Сіті»: 2024
- Переможець Клубного чемпіонату світу (1):

«Манчестер Сіті»: 2023
- Володар Суперкубка Англії (1):

«Манчестер Сіті»: 2024